# Mățău, Argeș
Mățău este satul de reședință al comunei Mioarele din județul Argeș, Muntenia, România. Este situat pe cel mai inalt deal din  tară (1017 m) în comuna Mioarele, la 8 Km sud-est de orașul Câmpulung Muscel.

## Istorie și etimologie
Mățău, sat component al comunei Mioarele, județul Argeș, a fost, de la prima atestare documentară și până în anul 1956, numele de comună toponimul Mioarele înlocuindu-l, datorită reticenței locuitorilor față de crearea întovărășirii. S-a ajuns la numele „Mioarele, avându-se în vedere existența, în proprietatea localnicilor, a numeroase ovine.
Toponimul Mățău apare, pentru prima dată, într-un document slav, datat 14 noiembrie 1558-1559, fiind vorba de o scrisoare a domnitorului Mircea Ciobanu, trimisă judelui Brașovului Hans Benkner și celor 12 pârgari din orașul Brașov, prin care se intervenea pentru Dumitru din Mățău, căruia i se confiscase 400 de oi și bani.
Fără a stipula documentul istoric, O.G. Lecea arăta următoarele în dicționarul său: „Mățău. Sat în jud. Muscel, aproape de Câmpulung, unde era un ospiciu de infirmi, fondat și înzestrat de Radu Voev, în sec. 14 sau 15”.
C. Alessandrescu, în dicționarul său geografic, arăta următoarele: „Radu Basarab, în sentimentele sale umanitare a fondat la Mățău un ospiciu de sărmani, pentru adăpostirea orbilor, șchiopilor, gârbovilor, ologilor și altor nenorociți, înzestrându-l însuși cu acea moșie (Mățăul de Jos) și scutind populația acestor sărmani de orice dăjdii de peste an”.
Despre această așezare umană, există atestare documentară și în timpul lui Vlad Țepeș (1456-1462 și 1476- domn al Țării Românești), fiind vorba de doi mățăuani ce-au făcut parte din oastea domnitorului.
Urmărind documentele istorice, se constată că, în prima jumătate a secolului al XVII-lea, apare doar toponimul Mățăul de Jos.
„1614 (7122) iun. 22, Târgoviște. Radu vv., fiul lui Mihnea vv., nepotul lui Alexandru vv., întărește lui Neacșu pârcălab de Câmpulung, jupâniței sale Dragomirna și fiilor ocină la Mățăul de Jos...”.
După un secol de stipulare, în documentele vremii, a celor două toponime (Mățăul de Jos și Mățăul de Sus), în Cartea lui Nicolae Alexandru Mavrocordat, datată 20 aprilie 1716 (7224), este înregistrat numele de „...satul Mățău ot jud. Muscel...”.
De la această dată - 1716 - se vorbește de satul Mățău, în Cartea lui Ion Mavrocordat, din 18 mai 1717, a lui Nicolae Alexandru Mavrocordat, din 22 septembrie 1722 și a lui Constantin Nicolae Mavrocordat, din 27 ianuarie 1736.
În secolul al XIX-lea, apare numai toponimul Mățău, fiind vorba de „moșia Alunișul de pe Mățău (Muscel) (mărturisire)” și de „moșia Alunișul de pe Mățău (Muscel) (executare)”.
Având în vedere că, începând cu anul 1716, apare scris numai toponimul Mățău și faptul că cele două cruci găsite în Valea Mățăului (vatra satului Mățăul de Jos) au fost datate ca existente din anul 12766 de către Petre Coman, se presupune că, în cursul secolului al XVIII-lea, au părăsit locuitorii vatra satului Mățăul de Jos, migrând în Mățăul de Sus. Dar, nu numai crucile atestă existența satului Mățăul de Jos, ci și toponimul „Căminuri” este relevant și dăinuie și în prezent în vorbirea mățăuanilor. Pe de altă parte, toponimul Băjenari (cătun), existent și ca antroponim (fam, Băjenaru), semnifică o realitate socială și istorică de necontestat, motiv care ar impune cercetarea documentelor istorice care să elucideze cauzele populării acestei părți de nord-vest a satului Mățău de către oameni numiți băjenari: băjenar „fugar”.
Satul Cocenești, component al Mățăului, a fost atestat la 1600, însă sub numele de Dănești, fiind vorba de o mărturie a lui Radu Roșu din Suslănești și alții, care știau că Lepădat a dat nepoatei sale și lui Danciu, printre altele, „și trei locuri în Dănești”.
Toponimul Dănești este înlocuit de toponimul Cocenești, fiind impus de familiile Cocean, numeroase în secolul al XVIII-lea (și astăzi).
Satul Chilii, alt sat component al fostei comune Mățău, apare într-un zapis din aprilie 1708, aparținând lui Tănase din Jugur pentru moșia Bucium și Chilia. „La 1748, Neagoe Câinescu din Câmpulung vinde lui Gh. Buică, tot de acolo, pentru 61 de taleri, o livadă de fân la Curmătura Chiliilor”.
Dar nu numai zona Mățăului a fost dens populată în evul mediu, ci și împrejurimile: Câmpulungul, capitala Țării Românești între anii 1330 și 1359, este atestat la 1300 ca o localitate feudală bine organizată. Pe o piatră din  ansamblul de cult „Brăila”, din Câmpulung-Muscel, s-a descoperit o inscripție în limba latină, care atesta existența acestei localități în anul 1300. Este vorba de inscripția de pe piatra de mormânt a lui „Laurentius, comes de Campolongo”. Slavii l-au numit Dlugopoli, în timp ce nemții l-au numit Langenau, nume dispărute.
Jugurul (mai apare scris și Jigur) este atestat la 9 sept.1585.
Poienari (Poenari, Poinari), astăzi Poienarii de Muscel, este atestat la 29 mai 1573.
În actul datat 1401-1406, se pomenește de satul Ohaba pe Arghisel, care a fost întărit ca parte jupânului Fintea ș.a., sat dispărut, se pare, în urma aptelor lui Mihai Viteazul cu turcii, și se crede că era situat în locul numit, astăzi, Hobaia.
Deci Mățăul nu a fost o așezare umană separată (stingheră), ci s-a situat in zona subcarpatică dens populată, fapt ce a determinat păstrarea toponimelor până astăzi, neschimbate fonetic: Mățău, Hobaia (nume de loc, astăzi), Suslănești, Chilii, așișderea și localitățle vecine: Câmpulung, Jugur, Poienari; numai Dăneștii este înlocuit de Cocenești, nume impus de antroponimul Cocean, devenit majoritar în cătun, iar Negomireștii dispare, ca sat, și nume, în secolul al XVIII-lea, în timp ce Ohaba este, probabil, actualul toponim Hobaia, de care este apropiată fonetic.
Aflându-se în zona Subcarpaților Getici, întâlnim, în această comună (Mățău), unul din cele mai înalte dealuri din țară, Măgura Mățăului. Este vorba de dealul Piciora, 1017 înălțime. De pe acest deal, când este senin, se pot scruta, cu ochiul liber, împrejurimile, putând identifica Piteștiul, în partea de sud vest, iar, la nord, se observă         „... vârfurile cele mai semețe din Carpații românești” (Moldoveanu, 2543 m, și Negoiu, 2535 m) ...”.
În 1893, comuna Mățău se compunea din 5 cătune: Mățău, Călulești, Chiliile, Cocenești și Suslănești, iar cu ocazia recensământului efectuat la începutul lunii aprilie 1941, sunt stipulate următoarele sate și cătune: Chilii, Cocenești, Călulești, Mățău, Melcești și Suslănești, toate componente ale comunei Mățău654.
Așadar, din cercetarea documentelor istorice și geografice, enumerate mai sus, rezultă că s-au menținut 4 toponime, atestate cu secole în Mățău, Suslănești, Cocenești și Chilii, pe parcurs au mai apărut 3 toponime: Aluniș (de dată recentă), Călulești (menținut, astăzi, ca nume de loc) și Melcești (o apariție vremelnică, impus de antroponimul Melcu), iar, din 1956, apare toponimul Mioarele, ca nume al comunei.